# Rodolfo García
Rodolfo García (Buenos Aires, Argentina, 23 de febrero de 1946-Buenos Aires, 4 de mayo de 2021) fue un baterista argentino, perteneciente al grupo de músicos iniciadores del rock nacional de la década de 1960. Fue fundador (junto a Luis Alberto Spinetta, Edelmiro Molinari y Emilio del Guercio), de Almendra, una de las bandas originarias del rock argentino. Luego fue baterista de Aquelarre, otra de las grandes bandas históricas de dicho país pilar del pop-rock en español. Tras Aquelarre, fundó Tantor, junto con Héctor Starc y Machi Rufino.

«En ese momento se dijo: ‘No nos dividimos, nos multiplicamos’. De alguna manera fue cierto porque de Almendra salieron tres grupos: Pescado Rabioso (Luis), Color Humano (Edelmiro) y Aquelarre (Emilio y yo). Pero en realidad no habíamos decidido multiplicarnos, sino que nos dividimos porque no nos bancábamos más seguir juntos».

## Carrera musical
A pesar de no ser cantante solista y utilizar su voz como apoyo en coros, Rodolfo García logró que las únicas dos canciones que cantó para Almendra ("Campos Verdes", 1969) y Aquelarre ("Silencio Marginal", 1973) fuesen ambas éxitos remarcables en la historia de estos grupos.
Rodolfo García estudió batería en 1969 con el renombrado baterista y percusionista de la Orquesta del Teatro Colón, Alberto Alcalá.
Luego de tocar en varias bandas, dio forma a La Barraca junto con Marcelo Muir en guitarra, Miguel Bassi en el bajo y Pedro Conde en voz y guitarra. Debutaron a fines de 1989, sin limitarse a tocar solo composiciones propias, sino incorporando temas de autores desconocidos. Editaron un álbum en el 91, luego de algunos cambios de formación (Daniel Díaz y Sarten Asaresi remplazaron a Bassi y Muir) grabaron el álbum "Galimérica" y participaron en conciertos con esa banda y el cantante Mezzo Bigarrena para luego separarse en 1993.
En 2014 fue nombrado Director Nacional de Artes bajo la presidencia de Cristina Fernández de Kirchner.
Colaboró en la edición del disco Los amigo, una obra póstuma de Luis Alberto Spinetta.
Desde 2019 tocaba con su banda Jaguar, junto a Lito Epumer, Dhani Ferrón y Julián Gancberg. 
El 28 de abril de 2021 sufrió un desmayo en su hogar, producto de un accidente cerebrovascular. Fue trasladado de urgencia al Hospital Tornú, donde fue intervenido quirúrgicamente, pese a lo cual, los médicos declararon muerte cerebral, falleciendo seis días después.

## Trayectoria como músico
- 1968 - 1970, 1979 - 1981: Almendra
- 1971: Nebbia's Band
- 1972 - 1977: Aquelarre
- 1978 - 1983: Tantor
- 1989 - 1993: La Barraca
- 2002: Posporteño
- 2019 - 2021: Jaguar

En los 80, también participó de las bandas de Víctor Heredia, Pedro y Pablo, y un recital en Comodoro Rivadavia de Riff. En el año 2002 participó junto a Daniel Ferron y Alejandro del Prado de la banda "Posporteño".